# Newton-in-the-Isle
Newton-in-the-Isle lub Newton – wieś i civil parish w Anglii, w Cambridgeshire, w dystrykcie Fenland. Miejscowość liczyła 470 mieszkańców. W 2011 civil parish liczyła 681 mieszkańców. W obszar civil parish wchodzi także Fitton End.